# Agar citrato de Simmons

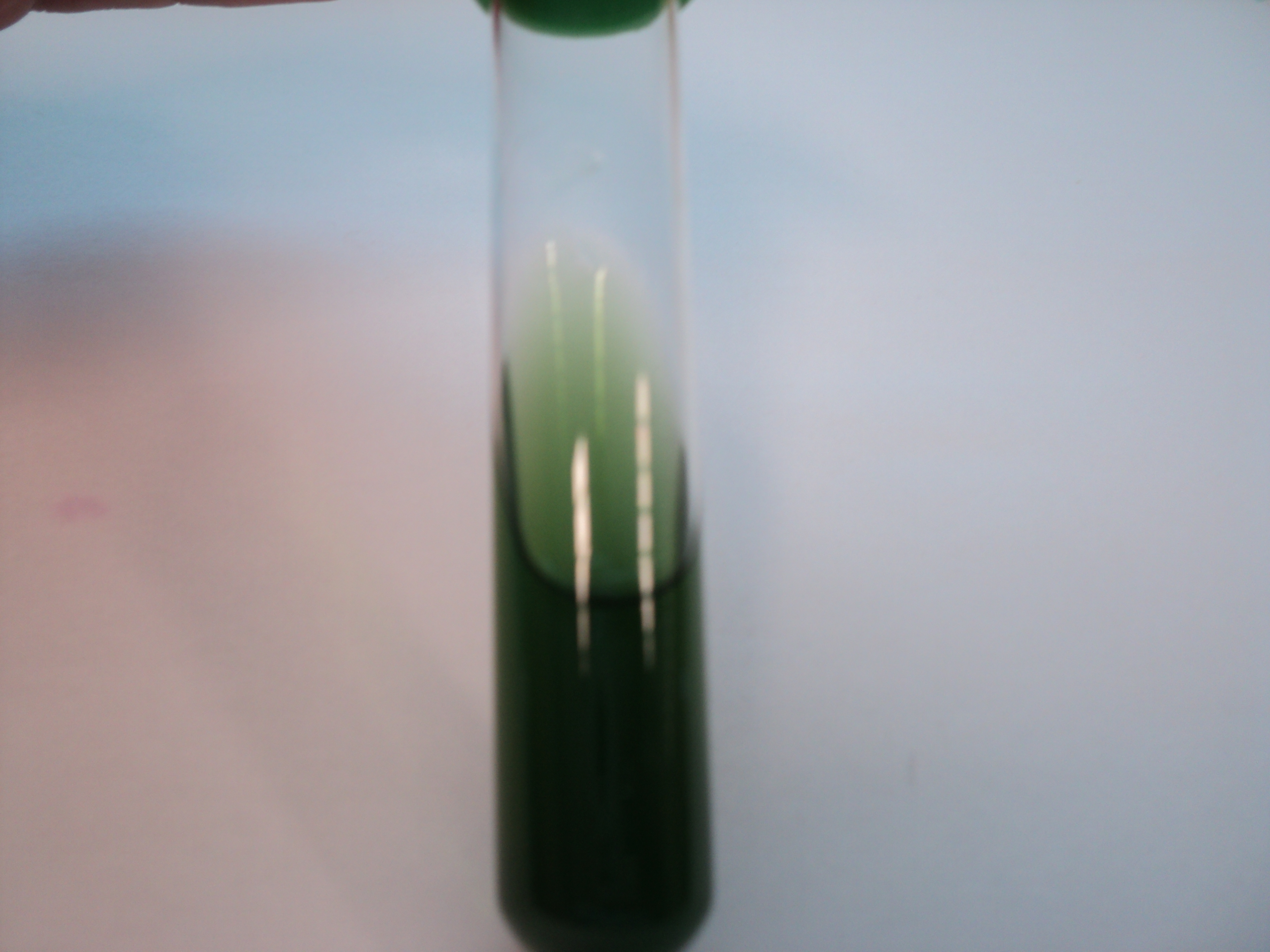
Agar citrato de Simmons sin inocular

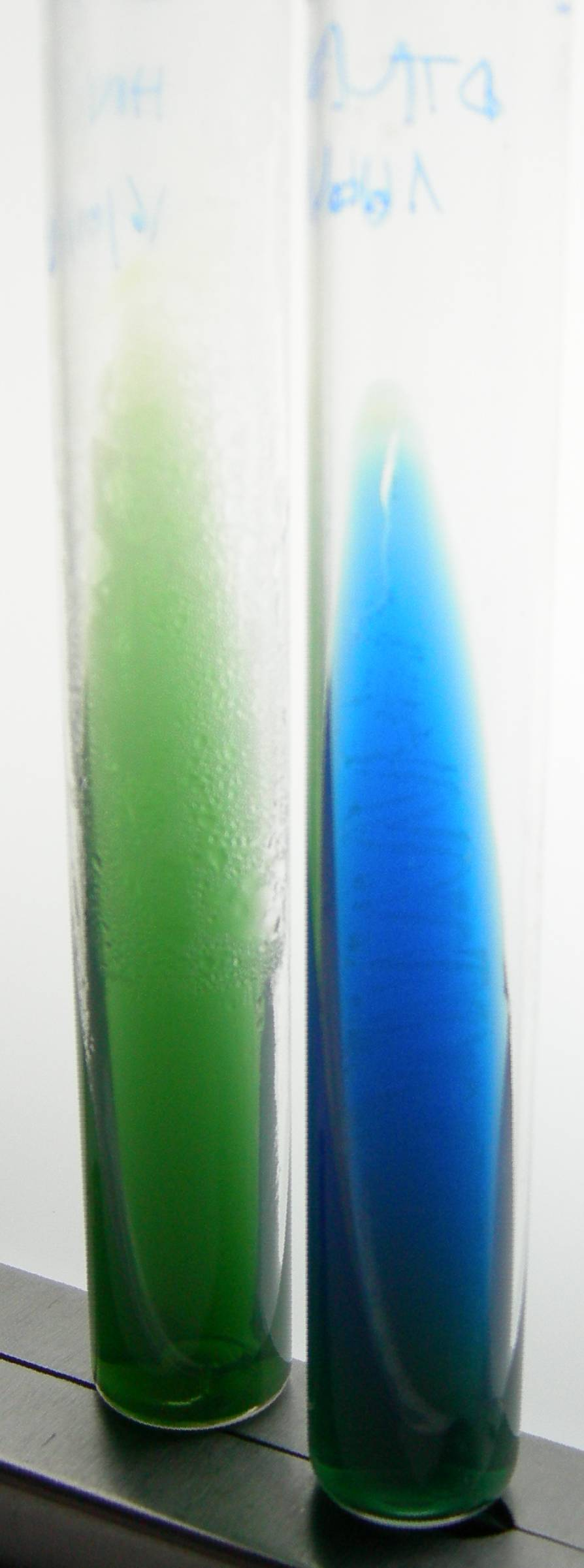
Fotografía de dos medios de citrato de Simmons, a la izquierda (verde) medio sin cultivo después del siembra y a la derecha, medio (azul) con cultivo y alcalinización. Fotografía realizada en el Liceo Paul Éluard de Saint Denis (1993 Francia)

El agar citrato de Simmons es un medio de cultivo definido utilizado en microbiología para determinar la capacidad de un microorganismo de utilizar el citrato como única fuente de carbono para su crecimiento. Es una prueba importante para la identificación de bacterias Gram negativas, especialmente en el ámbito clínico. Este medio fue desarrollado por el microbiólogo James S. Simmons en 1926 como una modificación de los medios de cultivo existentes para mejorar la diferenciación de bacterias entéricas. Su trabajo permitió una identificación más precisa y eficiente de microorganismos en laboratorios clínicos y de investigación.

## Fundamento[citarequerida]
El agar citrato de Simmons se basa en el principio de que algunos microorganismos son capaces de metabolizar el citrato en condiciones aeróbicas. El medio contiene citrato de sodio como única fuente de carbono, sales de amonio como fuente de nitrógeno, y azul de bromotimol como indicador de pH.
Si un microorganismo es capaz de utilizar el citrato, producirá enzimas que lo descomponen. Este proceso genera productos alcalinos, como el amoníaco, que elevan el pH del medio. El aumento del pH provoca que el indicador azul de bromotimol cambie de verde (pH neutro) a azul (pH alcalino), lo que indica un resultado positivo. Si el microorganismo no es capaz de utilizar el citrato, no se producirá ningún cambio en el pH y el medio permanecerá de color verde, lo que indica un resultado negativo.

## Composición
La composición típica del agar citrato de Simmons incluye:
- Citrato de sodio: 2.0 g/L (fuente de carbono)
- Cloruro de sodio: 5.0 g/L
- Fosfato de amonio monobásico: 1.0 g/L (fuente de nitrógeno)
- Fosfato de dipotasio: 1.0 g/L
- Sulfato de magnesio: 0.2 g/L
- Azul de bromotimol: 0.08 g/L (indicador de pH)
- Agar: 15.0 g/L
- El pH final del medio debe ser de aproximadamente 6.9.[5][6]

## Preparación
1. Suspender los ingredientes en agua destilada según las instrucciones del fabricante.
2. Calentar hasta ebullición para disolver completamente los ingredientes.
3. Distribuir en tubos de ensayo y esterilizar en autoclave a 121°C durante 15 minutos.
4. Dejar enfriar en posición inclinada para crear una superficie inclinada ("slant") en el tubo.

## Procedimiento[citarequerida]
1. Con una aguja de inoculación estéril, tomar una pequeña cantidad del cultivo bacteriano puro.
2. Inocular el agar citrato de Simmons tocando la superficie inclinada del medio, realizando una estría en zig-zag. No es necesario inocular profundamente el medio.
3. Incubar los tubos de ensayo a 35-37°C durante 24-48 horas en condiciones aeróbicas.

## Interpretación de los Resultados[citarequerida]
- Positivo: Crecimiento visible en la superficie inclinada y cambio de color del medio de verde a azul. Esto indica que el microorganismo es capaz de utilizar el citrato como fuente de carbono.
- Negativo: No hay crecimiento visible o crecimiento muy escaso, y el medio permanece de color verde. Esto indica que el microorganismo no es capaz de utilizar el citrato. Es importante destacar que una prueba negativa debe estar acompañada de un control positivo para asegurar que el medio está funcionando correctamente.

## Control de Calidad[citarequerida]
Es crucial incluir microorganismos de control de calidad con cada lote de agar citrato de Simmons para asegurar la fiabilidad de la prueba. Ejemplos de controles comunes son:
- Control positivo: Klebsiella pneumoniae (produce un resultado azul)
- Control negativo: Escherichia coli (permanece verde)

## Reacciones Bioquímicas Involucradas[citarequerida]
El proceso de utilización del citrato implica una serie de reacciones bioquímicas mediadas por enzimas específicas. Primero, la bacteria debe transportar el citrato al interior de la célula a través de una enzima transportadora de citrato. Una vez dentro, el citrato se descompone por la enzima citrato liasa en oxalacetato y acetato.
El oxalacetato se descarboxila posteriormente a piruvato, que puede entrar en diferentes rutas metabólicas, incluyendo la fermentación o la respiración aeróbica. El amoníaco (NH₃) se produce como un subproducto de la utilización de las sales de amonio como fuente de nitrógeno. El amoníaco eleva el pH del medio, lo que resulta en el cambio de color del indicador azul de bromotimol.

## Aplicaciones Clínicas[citarequerida]
La prueba del citrato tiene diversas aplicaciones clínicas importantes:
- Identificación de Enterobacteriaceae: Es una herramienta clave en la diferenciación de especies dentro de la familia Enterobacteriaceae, que incluye muchos patógenos importantes como Escherichia coli, Salmonella, Shigella, Klebsiella, Enterobacter, Serratia, y Citrobacter. Permite distinguir géneros que tienen especies capaces de utilizar el citrato de aquellos que generalmente no lo hacen.
- Detección de Patógenos Oportunistas: Ayuda en la identificación de patógenos oportunistas en infecciones nosocomiales (infecciones adquiridas en el hospital), donde la rápida y precisa identificación de microorganismos es crucial para el tratamiento efectivo. Por ejemplo, diferenciar Klebsiella pneumoniae de Escherichia coli.
- Análisis de la Microbiota Intestinal: Se utiliza para caracterizar la microbiota intestinal en estudios de investigación, evaluando la capacidad de diferentes microorganismos presentes en el intestino para utilizar el citrato. Esto puede proporcionar información valiosa sobre la composición y el equilibrio de la microbiota.
- Control de Calidad en Alimentos y Agua: Se emplea en el control de calidad de alimentos y agua para detectar la presencia de microorganismos que pueden indicar contaminación. Algunas bacterias que utilizan el citrato pueden ser indicadoras de malas prácticas de higiene.

## Limitaciones[citarequerida]
Algunas bacterias pueden crecer muy lentamente en el agar citrato de Simmons, dando resultados falsos negativos.
Es importante utilizar una pequeña cantidad de inóculo, ya que un exceso de inóculo puede llevar a resultados falsos positivos debido a que el microorganismo utiliza trazas de otras fuentes de carbono presentes en el medio en lugar del citrato.
Un resultado negativo debe confirmarse con otras pruebas bioquímicas para una identificación precisa.